# 십자가형 어둠

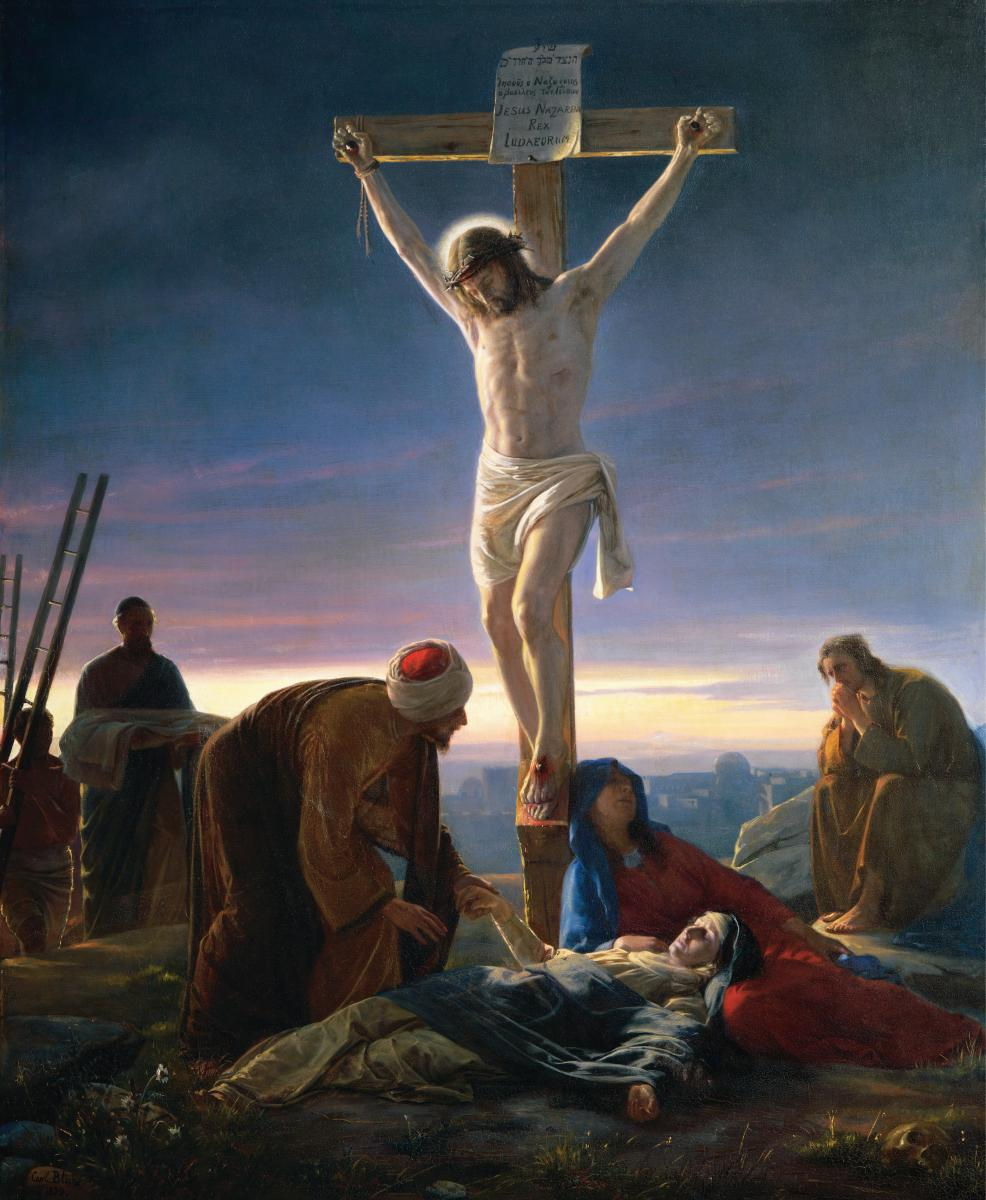
하늘이 어두워짐을 보여주는 카를 블로흐 1870년 작품, 십자가 위의 그리스도

십자가형 어둠(Crucifixion darkness)은 세 사복음서에서 예수의 십자가형 동안 낮에 하늘이 어두워진 사건이다.
서기 197년의 기독교 옹호자 테르툴리아누스는 이를 일식이 아니라 징조로 간주했다. 3세기 기독교 주석가 오리게네스는 어둠에 관하여, 트랄레스의 플레곤에 의해 묘사된 일식 (약 서기 29년)이거나, 구름이었을 수 있다고 했다.
현대 학자들은 신약 외에서 어둠에 대한 동시대 언급을 발견하지 못했지만, 그리스 역사가 탈로스와 같이, 오늘날 잃어버린 고대 문서의 참고 문헌에서 언급을 발견했다. 일부 학자들은 캄신 (모래 폭풍)과 같은 자연적인 설명을 선호한다. 다른 사람들은 비슷한 기록이 고대와 구약에서 주목할만한 인물의 죽음과 관련이 있으며, 그 현상이 죽음에 직면했을 때 예수의 능력 표현이나, 유대인에의 하느님의 불쾌감을 전달하려는 문학적 발상이라고 생각한다.